# L'Enfer des tropiques
Pour les articles homonymes, voir Fire Down Below.
Pour plus de détails, voir Fiche technique et Distribution.
L'Enfer des tropiques (Fire Down Below) est un film américano-britannique réalisé par Robert Parrish, sorti en 1957.

## Synopsis
Felix Bowers (Robert Mitchum) et Tony Finn (Jack Lemmon) sont associés, ils font du cabotage à bord d’un vieux bateau dans la mer des Caraïbes. Contre une forte somme d’argent, ils acceptent d’amener clandestinement une femme, Irena (Rita Hayworth), sur l’île de Santa Nada. La belle Irena est sans papiers, elle fuit son passé trouble et veut franchir la frontière discrètement. Mais sa présence sur le bateau va perturber la tranquille harmonie des deux hommes. Tony, séduit par Irena, va très vite la courtiser mais l’exilée est plutôt attirée par Félix qui lui oppose une indifférence feinte. Tony croit que pour gagner le cœur d’Irena il doit trouver beaucoup d’argent. Il décide d’entreprendre seul une opération de contrebande. Félix fait échouer l’entreprise pensant qu’elle est trop dangereuse. Leur association désormais rompue, Tony se fait embaucher à  bord d’un cargo. Mais lors d’une collision le bateau prend feu et Tony se retrouve coincé sous les débris. Félix pour se rattraper de sa trahison décide de le rejoindre pour le sauver au péril de sa vie. Une explosion finira par libérer Tony et, avec l’aide de Félix, il s’échappe du brasier. Comprenant l’amour que se portent Irena et Félix, Tony finira par renoncer à la jeune femme.

## Fiche technique
- Titre français : L'Enfer des tropiques
- Titre original : Fire Down Below
- Réalisation : Robert Parrish
- Scénario : Irwin Shaw d'après le roman Fire Down Below de Max Catto
- Musique : Arthur Benjamin, Douglas Gamley, Kenneth V. Jones, Vivian Comma (musique des danses de Rita Hayworth) et Jack Lemmon (pour le thème à l'harmonica)
- Chrorégraphie : Tutte Lemkow
- Photographie : Desmond Dickinson, assisté de Gerald Turpin et Ernest Day (cadreurs)
- Montage : Jack Slade
- Costumes : Pierre Balmain (non crédité) et John McCorry
- Effets spéciaux : Cliff Richardson
- Production : Irving Allen, Albert R. Broccoli et Ronald Kinnoch
- Sociétés de production : Warwick Film Productions et Columbia Pictures
- Société de distribution : Columbia Pictures
- Pays de production :  États-Unis |  Royaume-Uni
- Langue originale : anglais
- Format : couleur (Technicolor) - son mono (Westrex Recording System)
- Genre : drame, aventure
- Durée : 116 min
- Date de la sortie : 
  - États-Unis : 8 août 1957 New York
- Affiche : Jean Mascii (France)

## Distribution
- Rita Hayworth  (V.F : Claire Guibert) : Irena
- Robert Mitchum (V.F : Claude Bertrand)  : Felix Bowers
- Jack Lemmon  (V.F : Michel Roux) : Tony Finn
- Herbert Lom  (V.F : Jean-Claude Michel) : Chef de quai
- Bonar Colleano  (V.F : Michel Gudin) : Lt Sellars
- Bernard Lee  (V.F : Serge Nadaud) : Dr Sam Blake
- Peter Illing : Capitaine de l'Ulysses
- Edric Connor  (V.F : Georges Aminel) : Jimmy Jean
- Anthony Newley  (V.F : Serge Lhorca) : Miguel
- Eric Pohlmann : Le propriétaire de l'Hôtel
- Lionel Murton  (V.F : Gérard Férat) : Américain
- Vivian Matalon : Marin
- Gordon Tanner : Marin
- Maurice Kaufmann : Marin
- Joan Miller : Mrs Canaday
- Jeri Southern : Voix dans la chanson

## Autour du film
- Le scénario romanesque de Fire Down Below qu’avait écrit Irwin Shaw pour Robert Parrish prenait pour point de départ un navire en flammes et l’histoire y démarrait en flash-back. Mais le synopsis fut mutilé et remonté par les producteurs. En remontant l’histoire dans l’ordre chronologique, ils éliminèrent certaines séquences, quelques personnages et effectuèrent « d’invraisemblables plans de coupe. »[1]

- Le réalisateur citera les trois acteurs parmi les comédiens avec qui il eut le plus de plaisir à travailler[2].
Robert Mitchum retravaillera avec Parrish pour L'Aventurier du Rio Grande, un western qui sera coproduit par l’acteur. Pour Jack Lemmon c'est l’occasion de s’échapper de ses rôles comiques et de prouver ses capacités à interpréter des rôles plus dramatiques[3].
Ce film est aussi le retour de Rita Hayworth après quatre années d’absence des écrans, la star étant toujours sous contrat à la Columbia Pictures[4]. Après avoir divorcé de son quatrième mari, Dick Haymes, en 1955, Rita Hayworth passe son temps à voyager en Europe[5] avant que Robert Parrish ne la déniche à l’hôtel George V à Paris pour lui proposer le rôle d’Irena[6]. Il réussit à l’intéresser au projet et après avoir signé le 13 avril 1956 pour L’Enfer des Tropiques la star reprend le chemin des studios, cette fois londoniens[7], en octobre 1956[4]. Les extérieurs sont tournés pendant deux mois aux Caraïbes sur l’île de Trinidad et Tobago dans les petites Antilles[7].
La star de Gilda avait perdu de sa popularité et le « symbole sexuel » des années 1940 avait cédé la place aux Marilyn, Ava, Elizabeth… « Cela ne m’importait pas, je voulais rester une actrice, pratiquer mon métier, je ne cherchais plus à être un sex symbol ni à tourner la tête des hommes. Je ne recherchais pas non plus la fortune car sur ce plan-là, je n’avais pas d’inquiétudes à me faire », déclara-t-elle[8].
Robert Parrish dit d'elle : « Hayworth, la fameuse déesse de l’amour et symbole sexuel, se révéla plutôt une sœur cadette pour moi, une sœur aînée pour Lemmon, et une nièce préférée pour l’avunculaire Mitchum »[9]
Le tournage se déroula dans la bonne humeur et les trois stars s’entendirent à merveille[6]. Robert Mitchum se lia d’amitié avec Rita Hayworth dont le côté fille perdue lui rappelle Marilyn[6] : « Le secret de Rita, est qu’il n’y a pas de secret, dit-il à Robert Parrish. C’est tout simplement une fille sacrément gentille et simple, dont ont abusé trop de gens depuis longtemps. »[9]

- Le film reçut un très bon accueil et les admirateurs de Rita Hayworth furent heureux de la retrouver après une si longue absence[8].

- Robert Mitchum, inspiré par ce tournage aux Caraïbes, en profita pour enregistrer un disque de calypso en mars 1957[6].

- Le nom de l’île où accoste Irène, "Santa Nada", signifie "Sainte Rien".